# São Domingos (kommunhuvudort)
São Domingos är en kommunhuvudort i Kap Verde.   Den ligger i kommunen Concelho de São Domingos, i den södra delen av landet, 12 km nordväst om huvudstaden Praia. São Domingos ligger 327 meter över havet och antalet invånare är 1 850. Den ligger på ön Santiago.
Terrängen runt São Domingos är kuperad, och sluttar österut. Runt São Domingos är det tätbefolkat, med 266 invånare per kvadratkilometer.. Närmaste större samhälle är Praia, 11,6 km sydost om São Domingos. 
Trakten runt São Domingos består till största delen av jordbruksmark.